# Sham Shui Po District
Sham Shui Po District (chinesisch 深水埗區 / 深水埗区, Pinyin Shēnshuǐbù Qū, Jyutping Sam1soei2bou2 Keoi1 – „Tiefwasserpier-Distrikt“) ist einer der 18 Distrikte von Hongkong. Er hat etwa 405.869 Einwohner auf einer Fläche von 9,48 km². Der Distrikt umfasst die Stadtviertel Cheung Sha Wan, Lai Chi Kok, Sham Shui Po, Shek Kip Mei, So Uk, Tai Wo Ping und Yau Yat Chuen.
Im Jahr 1955 wurde bei Bauarbeiten im Bereich der Siedlung Lei Cheng Uk (李鄭屋邨), ein Grab aus der Zeit der Östlichen Han-Dynastie (25 v. Chr. – 220), entdeckt. Die Region Hongkong gilt archäologisch daher seit mindestens dieser Zeit als von Menschen besiedelt. An der Ausgrabungsstelle wurde ein Museum eingerichtet, das Lei Cheng Uk Han Tomb Museum (李鄭屋古墓博物館).
Sham Shui Po liegt im Nordwesten von Kowloon. Er war einer der ersten industriell erschlossenen Distrikte Hongkongs, der auch heute noch von Fabrikgebäuden und Lagerhäusern dominiert wird. Sham Shui Po ist an das U-Bahn-Netzwerk Hongkongs angeschlossen. Durch den Distrikt fahren die U-Bahn-Linien Tsuen Wan Line, Kwun Tong Line, Tung Chung Line und West Rail Line.
Der Sham Shui Po-Distrikt ist einer der einkommensschwächsten Distrikte Hongkongs mit einem der niedrigsten Durchschnittsmonatseinkommen pro Haushalt. Das Durchschnittsmonatseinkommen pro Haushalt beträgt etwa 23.000 HKD. Im Vergleich zum höchsten Durchschnittsmonatseinkommen pro Haushalt von ca. 40.900 HKD im Central and Western-Distrikt ist es rund die Hälfte. (Stand 2021)
Der Distrikt ist bekannt für günstige Einkaufsmöglichkeiten im Bereich Computer, Elektro- und Elektronikgeräte sowie Videospiele. Das im Erd- und Untergeschoss befindliche Golden Computer Arcade (黃金電腦商場) sowie die beiden im ersten Obergeschoss befindliche untereinander verbundene und zusammengehörende Einkaufszentren Golden Computer Centre (高登電腦中心) und Golden Computer Plaza (高登電腦廣場) befinden sich im selben Hochhaus Golden Building (黃金大廈) in Sham Shui Po. Sie sind beispielsweise bekannt dafür, dass man dort sehr günstig Computerzubehör, Elektronikgeräte sowie Videospiele aber auch illegale Kopien von Software, Musik und Filmen erstehen kann. Aufgrund als ehemaliger Standort für Textilproduktion existieren bis heute (Stand 2018) in Sham Shui Po weiterhin viele Großhandelläden des Textilgeschäfts dort, insbesondere für den Stoff- und Materialien- bzw. Zubehöreinkauf.
Der ehemalig international bekannte Händler für Konsolenhardware Lik-Sang hatte in den 1990er Jahren hier seinen Firmensitz.

## Verkehr und Transport
Der Sham Shui Po District ist mit mehreren Linien der Mass Transit Railway (MTR) verbunden.
- Kwun Tong Linie. Station: Shek Kip Mei
- Tsuen Wan Linie. Stationen: Sham Shui Po, Cheung Sha Wan, Lai Chi Kok und Mei Foo.
- Tung Chung Linie: Station: Nam Cheong.
- Tuen Ma Linie: Stationen: Mei Foo und Nam Cheong.